# Atala
Pour les articles homonymes, voir Atala.
Atala, ou Les Amours de deux sauvages dans le désert est un roman court publié en 1801 par l'écrivain français François-René de Chateaubriand.
Atala lui vaut son premier vrai succès littéraire.

## Résumé

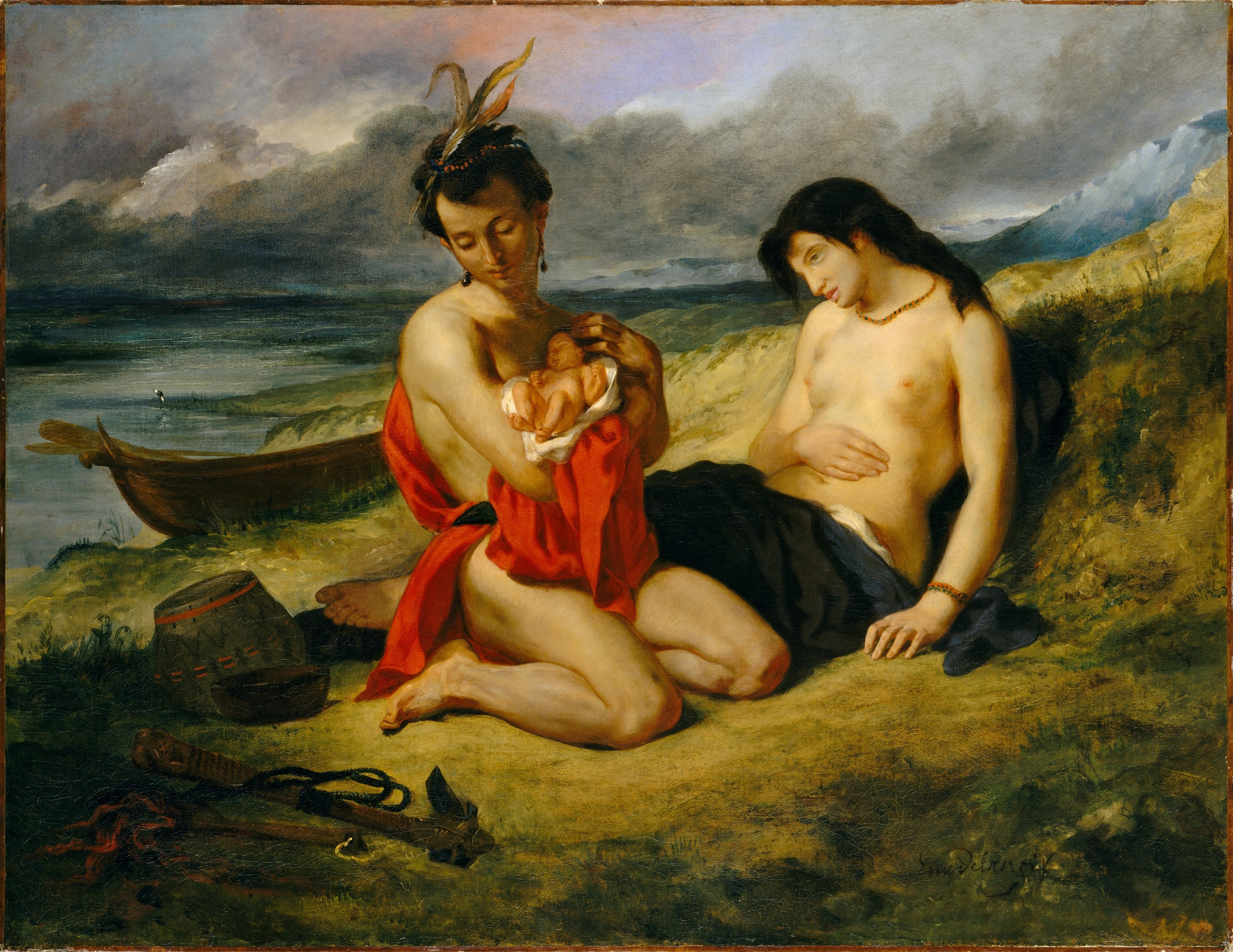
Les Natchez, 1822-1835
Eugène Delacroix
Metropolitan Museum of Art, New York

Sur les rives du Meschacebé (Mississippi), en Louisiane, est fixée la tribu des Natchez, qui accueille un Français nommé René. Chactas, un vieil Indien de cette tribu qui, sous Louis XIV, a visité la France, prend René en amitié au cours d'une chasse au castor et entreprend de lui conter les aventures de sa jeunesse.
Chactas, fils adoptif d'un chrétien nommé Lopez, est fait prisonnier à l’âge de 20 ans par une tribu ennemie, et condamné à être brûlé. Mais la fille du chef de cette tribu, Atala, une jeune Indienne d’éducation chrétienne, s'éprend de lui et le sauve. Ils s’enfuient tous deux à travers la savane, où la providence et la nature leur donne une vie enchanteresse. Une idylle entre les deux protagonistes se forme, et trouve son comble au moment où Chactas apprend que Atala est la fille d'une première union de sa mère avec Lopez, son père adoptif.
Un terrible orage les oblige à s'abriter sous un arbre. Après avoir longtemps erré, ils rencontrent un missionnaire, le père Aubry, qui entreprend d’unir Chactas et Atala par les liens du mariage en convertissant Chactas au christianisme. Mais la mère d'Atala, pour lui sauver la vie alors qu'elle n'était pas encore née, avait promis devant Dieu pour sa fille que celle-ci resterait vierge.
Malgré l'interdit du suicide énoncé par sa propre religion, pour ne pas succomber à la tentation de Chactas et rester fidèle à la promesse de sa mère, Atala s'empoisonne. Avant de mourir, le père Aubry lui apprend qu’elle aurait pu être relevée de ses vœux et épouser Chactas. Atala demande alors à Chactas de se convertir au christianisme pour elle, puis meurt paisiblement, victime selon les paroles du père Aubry « des dangers de l'enthousiasme et du défaut de lumière en matière de religion ».
La suite du récit d'Atala est en partie racontée dans le roman René…

## Signification
Le roman de Chateaubriand est en fait un éloge du christianisme à travers les péripéties de Chactas sauvé par la vierge Atala. La rencontre du père Aubry et de sa petite communauté sert cette magnificence tout en défendant les sauvages dont les mœurs peuvent être adoucies grâce à la vraie foi chrétienne, c'est un des romans dont le schéma, le scénario, ressemble le plus à un schéma de tragédie.

## Interprétations artistiques
Ce roman a inspiré de nombreux artistes. L’œuvre la plus connue qui s'y réfère est Atala au tombeau d'Anne-Louis Girodet. La peinture montre la jeune femme morte et Chactas et le père qui la placent dans le tombeau. Dans Les Natchez, Delacroix représente un couple du peuple éponyme en s'inspirant d'Atala. Enfin, Francisque Duret se concentre sur la figure de Chactas éploré pour sa sculpture Chactas en méditation sur la tombe d'Atala,.

## Musique
Giovanni Pacini, Atala, opéra seria en 3 actes, livret de Antonio Peracchi d'après l’œuvre de Chateaubriand (1818)